# Korsze
Korsze é um município da Polônia, na voivodia da Vármia-Masúria e no condado de Kętrzyn. Estende-se por uma área de 4,03 km², com 4 346 habitantes, segundo os censos de 2017, com uma densidade de 1078,4 hab/km².